# Systematic Chaos
Systematic Chaos deveti je studijski album progresivnog metal sastava Dream Theater. Album je sniman od rujna 2006. do veljače 2007. godine, a izdan je 4. lipnja 2007. godine. Tekstove pjesama pisali su Mike Portnoy, James LaBrie i John Petrucci.

## Komercijalni uspjeh
Systematic Chaos je, poslije albuma Black Clouds & Silver Linings, najbolje plasirani album Dream Theatera na ljestvici Billboard 200, dosegavši u godini izdavanja 19. mjesto. U još osam zemalja Systematic Chaos se našao među dvadeset najprodavanijih albuma. 
Album je vrlo pozitivno dočekan među obožavateljima i kritičarima. U mnogim se recenzijama hvali kreativnost članova, posebice gitarista Johna Petruccija. Pišući recenziju za internet magazin PopMatters.com, Andrew Blackie oštro je kritizirao album, smatrajući ga prepunim dugačkih i monotonih skladbi, s nerazrađenim tekstovima, ismijavajući pseudo-filozofske i religijske tekstove Petruccija i Portnoya.

## Popis pjesama
Glazbu su zajednički skladali članovi Dream Theatera.
| Br. | Skladba                                                                                     | Tekstopisac   | Trajanje |
| --- | ------------------------------------------------------------------------------------------- | ------------- | -------- |
| 1.  | »In the Presence of Enemies - Part I - I. "Prelude" - II. "Resurrection«                    | John Petrucci | 9:00     |
| 2.  | »Forsaken«                                                                                  | Petrucci      | 5:35     |
| 3.  | »Constant Motion«                                                                           | Mike Portnoy  | 6:55     |
| 4.  | »The Dark Eternal Night«                                                                    | Petrucci      | 8:53     |
| 5.  | »Repentance - VIII. "Regret" - IX. "Restitution«                                            | Portnoy       | 10:43    |
| 6.  | »Prophets of War«                                                                           | James LaBrie  | 6:00     |
| 7.  | »The Ministry of Lost Souls«                                                                | Petrucci      | 14:57    |
| 8.  | »In the Presence of Enemies - Part II - III. "Heretic" - IV. "The Slaughter of the Damned"« | Petrucci      | 16:38    |

## Izvođači
- James LaBrie – vokali
- John Petrucci – gitara
- John Myung – bas-gitara
- Mike Portnoy – bubnjevi
- Jordan Rudess – klavijature

## Vanjske poveznice
Službene stranice sastava Dream Theater – album Systematic Chaos  Arhivirana inačica izvorne stranice od 17. prosinca 2008. (Wayback Machine)